# Kim Tae-ho
Kim Tae-ho (kor. 김태호, ur. 21 sierpnia 1962), południowokoreański polityk, gubernator prowincji Gyeongsang Południowy w latach 2004-2010. Desygnowany na stanowisko premiera Korei Południowej 8 sierpnia 2010. Wycofał swoją kandydaturę 29 sierpnia 2010, jeszcze przed akceptacją ze strony parlamentu. 

## Życiorys
Kim Tae-ho urodził się w Geochang w prowincji Gyeongsang Południowy jako drugie z czworga dzieci. Jego rodzina, trudniąca się rolnictwem, nie należała do zamożnych. Po ukończeniu szkoły podstawowej i średniej, kształcił się w lokalnej Wyższej Szkole Rolniczej, a następnie ukończył nauki rolnicze na Uniwersytecie Narodowym w Seulu. 
Po zakończeniu studiów pracował przez pewien czas jako wykładowca akademicki, jednak ostatecznie związał się z polityką. Pod koniec lat 90. wstąpił do Wielkiej Partii Narodowej. W 1998 został wybrany w skład Rady Prowincji Kyŏngsang Południowy. W wyborach regionalnych w czerwcu 2004 został wybrany na urząd gubernatora tej prowincji. W kolejnych wyborach uzyskał reelekcję na tym stanowisku. Na początku 2010 ogłosił, że nie będzie ubiegać się o kolejną kadencję w wyborach regionalnych w czerwcu 2010. Urząd opuścił 30 czerwca 2010. 
8 sierpnia 2010 został desygnowany przez prezydenta Lee Myung-baka na stanowisko premiera Korei Południowej. Jego nominacja nastąpiła po rezygnacji premiera Chung Un-chana 29 lipca 2010 z powodu przyjęcia przez parlament wbrew woli rządu planów przeniesienia części ministerstw do projektowanego miasta Sedżong na południe od Seulu, mającego pełnić również rolę nowego centrum przemysłowego i naukowego w regionie. Jednocześnie z jego nominacją prezydent dokonał zmian na stanowiskach 7 ministrów. Zdaniem komentatorów nominacja Kima była częścią akcji zmiany pokoleniowej w strukturach władzy po porażce Wielkiej Partii Narodowej w wyborach lokalnych w czerwcu 2010. 
Debata nad zatwierdzeniem składu nowego rządu odbyła się w Zgromadzeniu Narodowym od 24 do 26 sierpnia 2010. 26 sierpnia 2010 głosowanie nad udzieleniem wotum zaufania zostało przesunięte na 1 września 2010 z powodu etycznych i korupcyjnych oskarżeń, jakie pojawiły się pod adresem desygnowanego na urząd premiera. Został on oskarżony o wzięcie nielegalnych funduszy finansowych od biznesmena powiązanego z aferą korupcyjną w czasie gdy był burmistrzem prowincji. Kim Tae-ho odrzucił te zarzuty, jednak opozycja zażądała od niego przedstawienia dowodów potwierdzających jego słowa. Dodatkowo, w czasie debaty zarzucono mu niepodanie do publicznej wiadomości całości swoich dochodów w okresie zajmowania stanowiska gubernatora, a także skrytykowano wykorzystywanie podwładnych do wykonywania prywatnych obowiązków. Również żona Kima została skrytykowana za wykorzystywanie podwładnych małżonka do wykonywania domowych obowiązków oraz za używanie państwowych pojazdów w celach prywatnych. 
29 sierpnia 2010 Kim Tae-ho wycofał swoją kandydaturę. Jak argumentował, dokonał tego w celu nieszkodzenia dalszym działaniom politycznym prezydenta Lee.